# Xã Prairieville, Michigan
Xã Prairieville (tiếng Anh: Prairieville Township) là một xã thuộc quận Barry, tiểu bang Michigan, Hoa Kỳ. Năm 2010, dân số của xã này là 3.404 người.